# Флаг Туркменского муниципального округа
Флаг Туркменского муниципального округа Ставропольского края Российской Федерации — опознавательно-правовой знак, составленный и употребляемый в соответствии с вексиллологическими правилами, служащий одним из официальных символов муниципального образования.
Действующий флаг утверждён 21 ноября 2014 года как флаг Туркменского муниципального района и внесён в Государственный геральдический регистр Российской Федерации с присвоением регистрационного номера 9993.
Согласно решению совета Туркменского муниципального округа Ставропольского края от 6 октября 2020 г. № 15, данный флаг используется в качестве символа округа.

## Описание и обоснование символики
Описание флага Туркменского муниципального района гласит:

Флаг представляет собой прямоугольное полотнище с отношением ширины к длине 2:3, состоящее из трёх вертикальных полос, соотносящиеся по ширине как 3:2:3, красного, жёлтого и красного цветов, в центре которого — пшеничный сноп, на жёлтом — красного цвета, на красном — жёлтого цвета.— Решение совета Туркменского муниципального района Ставропольского края от 21 ноября 2014 года № 127
Флаг разработан на основе герба Туркменского муниципального района Ставропольского края.
Туркменский район образован в 1920 году. Доминирующее население района составляют русские (68,8 %), осваивавшие эти земли с конца XVIII века, и туркмены (19,2 %), переселившиеся сюда в XVII веке. По имени этого этноса и назван район. Кроме того на территории района проживают татары (5,6 %) и представители других национальностей.
Флаг Туркменского района своей главной идеей выражает стремление местного населения и органов местного самоуправления к единению и процветанию. Идея единения усиливается золотым и червлёным (красным) снопом на жёлтом — красного цвета, на красном — жёлтого цвета. Собранные в нём одиннадцать колосьев символизируют количество сельских поселений, входивших в состав района. Они сплочены в единый сноп, который является символом их единства и прочности. В то же время сноп олицетворяет совместный труд русских крестьян-земледельцев и туркмен, которые от кочевого образа жизни перешли к оседлости и успешно освоили земледелие. Красный цвет, помимо своих солярных значений, означает упорство и самоотверженность в преодолении возникающих препятствий и трудностей на пути поставленной цели. Золотой цвет символизирует богатство и уважение.
Жёлтый цвет (золото) символизирует просвещение, мужское начало, неподверженность порче, мудрость, стойкость, честь, богатство, свет, озарение, гармонию, истину. Красный цвет (червлень) символизирует веру, великомученничество, зенит цвета, воинственность, достоинство, мужество, силу, неустрашимость, упорство, великодушие, праздник, отвагу.

## История
Работа по установлению официальной символики Туркменского муниципального района Ставропольского края началась в 2011 году. С этой целью была сформирована рабочая группа по согласованию проектов графического изображения (рисунка) герба и флага, к разработке которых привлекли художника студии «Графика» С. Е. Майорова.
26 марта 2013 года районный совет утвердил положение о флаге Туркменского муниципального района Ставропольского края. Описание принятого депутатами флага гласило:

Флаг представляет собой горизонтальное полотнище с соотношением сторон 2:3, вертикально разделённое на три равные части: золотую (жёлтую), зелень (зелёную), золотую (жёлтую). На зелёной полосе золотой (жёлтый) сноп пшеницы об одиннадцати колосьях.— Решение совета Туркменского муниципального района Ставропольского края от 26 марта 2013 г. № 33
По информации Н. А. Охонько, «при разработке символики района его руководство, геральдическая комиссия при губернаторе Ставропольского края и художник-геральдист С. Е. Майоров исходили из того, что главной идеей (…) должно быть стремление местного населения и органов местного самоуправления к единению и процветанию».
Геральдический совет при Президенте РФ, проводивший экспертизу этой символики, отказал в её регистрации, так как композиция герба («золотой сноп в зелёном поле»), на основе которого был составлен флаг района, уже неоднократно применялась «в российских как старинных, так и современных гербах».
Решением Совета Туркменского муниципального района от 24 декабря 2013 г. № 81 в положение о флаге были внесены изменения, и описание флага района стало выглядеть следующим образом:

Флаг представляет собой горизонтальное полотнище с соотношением сторон 2:3, вертикально разделённое на три равные части: червлёную (красную), золотую (жёлтую), червлёную (красную). На золотой полосе красный сноп пшеницы об одиннадцати колосьях.— Решение совета Туркменского муниципального района Ставропольского края от 24 декабря 2013 г. № 81
Краевая геральдическая комиссия одобрила новую символику и предложила направить её на рассмотрение в Геральдический совет. Однако данный вариант также не прошёл государственную регистрацию, поскольку «абсолютно точно соответствовал гербу Комсомольского сельского совета Тамбовской области».
В соответствии с рекомендациями Геральдического совета С. Е. Майоров исполнил такой вариант герба: «В дважды рассечённом поле червлень, золото, червлень, пшеничный сноп о одиннадцати колосьях переменных цветов». Эта же композиция воспроизводилась и на флаге района. Указанный проект символики поддержало как руководство района, так и члены краевой геральдической комиссии.
21 ноября 2014 года новые официальные символы были утверждены районным советом и 19 декабря того же года, после положительного заключения Геральдического совета, внесены в Государственный геральдический регистр (герб — под номером 9992, флаг — под номером 9993).
18 марта 2015 года в Ставропольском государственном музее-заповеднике имени Г. Н. Прозрителева и Г. К. Праве заместителю главы районной администрации Ю. Ф. Лысенко были вручены свидетельства о государственной регистрации герба и флага района.
16 марта 2020 года все муниципальные образования Туркменского района были объединены в Туркменский муниципальный округ.
Решением совета Туркменского муниципального округа Ставропольского края от 6 октября 2020 г. № 15 установлено использовать в качестве официальных символов округа герб и флаг Туркменского муниципального района.